# Domingo Quintero
Domingo Quintero (Caracas, Venezuela, 10 de noviembre de 1787-23 de enero de 1878) fue un sacerdote venezolano que se destacó por ser rector de la Universidad Central de Venezuela desde 1843 hasta 1846 y ser nombrado por la Santa Sede prelado doméstico de Su Santidad, siendo el primer sacerdote venezolano en merecer esa distinción.

## Biografía
Fue doctor de teología (1809) y doctor en jurisprudencia (1834). Sumado a sus competencias de sacerdote fue nombrado canónigo doctoral de la catedral de Caracas el 30 de mayo de 1841. Desde 1843 hasta 1846 se desempeñó como Rector de la Universidad Central de Venezuela. Además, trabajó los cargos de promotor fiscal y examinador sinodal del arzobispado y luego de provisor; en este último puesto fue removido en noviembre de 1848, por exigencia del entonces secretario de Relaciones Interiores, Antonio Leocadio Guzmán, por ser hermano de Ángel Quintero, uno de los principales opositores de Antonio Guzmán Blanco y del Partido Liberal en el proceso eleccionario de 1846. 
Al separarse el Seminario de Caracas de la Universidad Central (1856), el arzobispo Silvestre Guevara y Lira le nombró profesor de jurisprudencia canónica en dicho seminario. En 1875 fue nombrado por la Santa Sede prelado doméstico de Su Santidad, siendo el primer sacerdote venezolano en merecer esa distinción.
A raíz de la renuncia de Guevara y Lira (junio 1876), fue nombrado vicario capitular de la arquidiócesis de Caracas hasta el 30 de noviembre de 1876, fecha en que tomó posesión el nuevo arzobispo José Antonio Ponte. Quintero colaboró en la fundación del periódico El Hijo del Pueblo, el cual promovió la candidatura de Raimundo Andueza Palacio en los comicios de 1876. Algunos de sus artículos literarios fueron incluidos en la publicación Hojas de un libro (1883).

## Cargos y distinciones
- Doctor en teología (1809).
- Doctor en jurisprudencia (1834).
- Canónigo doctoral de la catedral de Caracas el 30 de mayo de 1841.
- Rector de la Universidad Central de Venezuela (UCV) (1843-1846).
- Promotor fiscal y examinador sinodal del arzobispado y luego de provisor.
- Profesor de jurisprudencia canónica (1856).
- Prelado doméstico de Su Santidad por la Santa Sede (1875).
- Vicario capitular de la arquidiócesis de Caracas (1876).
- Colaborador en la fundación del periódico El Hijo del Pueblo (1833).